# 戈登·索耶
戈登·索耶（英語：Gordon E. Sawyer）为一位美国塞缪尔·戈德温制片的音讯工程师。他曾赢得3次奥斯卡最佳音响效果奖，并在此奖项上被提名13次。

## 精选影视作品
索耶获得过3次奥斯卡奖，并在最佳音效奖中获得7项提名。
获奖：
- 仁慈天使（英语：The Bishop's Wife） (1947)[2]
- 锦绣山河烈士血（英语：The Alamo (1960 film)） (1960)[3]
- 西区故事 (1961)[4]

提名：
- 怪人（英语：Wonder Man (film)） (1944)[5]
- 黄金时代 (1946)[6]
- 亲情深似海（英语：Our Very Own (1950 film)） (1950)[7]
- 我想你（英语：I Want You (1951 film)） (1951)[8]
- 安徒生传（英语：Hans Christian Andersen (film)） (1952)[9]
- 四海一家（英语：Friendly Persuasion (1956 film)） (1956)[10]
- 控方证人 (1957)[11]
- 我要活下去（英语：I Want to Live!） (1958)[12]
- 乞丐与荡妇（英语：Porgy and Bess (film)） (1959)[13]
- 公寓春光 (1960)[3]
- 双姝怨 (1961)[4]
- 疯狂的世界（英语：It's a Mad, Mad, Mad, Mad World） (1963)[14]
- 夏威夷（英语：Hawaii (1966 film)） (1966)[15]

## 遗产
戈登·E·索耶奖于1981年奥斯卡颁奖典礼首次颁发。